# 울산광역시 도시공사
울산광역시 도시공사(蔚山廣域市 都市公社, Ulsan Metropolitan City Corporation)는 울산광역시의 각종 관급 공사의 집행을 위해 설립된 공기업이다.

## 연혁
- 2007년 2월 7일 법인설립등기
- 2007년 4월 3일 공사창립행사 개최